# Катане (комуна)
Катане (рум. Catane) — комуна у повіті Долж в Румунії. До складу комуни входять такі села (дані про населення за 2002 рік):
- Катане (1125 осіб)
- Катанеле-Ной (869 осіб)

Комуна розташована на відстані 221 км на захід від Бухареста, 54 км на південний захід від Крайови.

## Населення
У 2009 року у комуні проживали 2006 осіб.